# Amatitlania siquia
Espèce
Statut de conservation UICN

 DD  : Données insuffisantes
Amatitlania siquia est une espèce de poissons de la famille des cichlidés et de l'ordre des Cichliformes. À ne pas confondre avec Amatitlania nigrofasciata.

## Systématique
L'espèce Amatitlania siquia a été décrite en 2007 par l'ichtyologiste mexicain Juan Jacobo Schmitter-Soto (d).

## Répartition géographique
Cette espèce de cichlidés est endémique d'Amérique centrale, se rencontre au Costa Rica, Nicaragua et sur la face Atlantique du Honduras.

## Description
Amatitlania siquia mesure jusqu'à 79 mm de longueur.

## Psychologie
En 2019, des chercheurs ont démontré qu’Amatitlania siquia, qui est une espèce monogame, développe une attitude pessimiste quand des individus sont privés de la présence de leur partenaire,.

## Croisement, hybridation, sélection
Il est impératif de maintenir cette espèce, comme les autres membres du genre Amatitlania, seule ou en compagnie d'autres espèces d'autres genres, mais de provenance similaire, afin d'éviter tout risque de croisement. Le commerce aquariophile a également vu apparaitre un grand nombre de spécimens provenant d'Asie notamment et aux couleurs des plus farfelues ou albinos. En raison de la sélection, hybridation et autres procédés chimiques et barbares de laboratoires.

## Publication originale
- (en) Juan J. Schmitter-Soto, « A systematic revision of the genus Archocentrus (Perciformes: Cichlidae), with the description of two new genera and six new species », Zootaxa, Magnolia Press (d), vol. 1603, no 1,‎ 28 septembre 2007, p. 1-78 (ISSN 1175-5334 et 1175-5326, OCLC 49030618, DOI 10.11646/ZOOTAXA.1603.1.1, lire en ligne).